# Эль-Мардж (муниципалитет)
Эль-Мардж (араб. المرج‎) — административный район в Ливии. Административный центр — город Эль-Мардж. Площадь 13 515 км². Население 185 848 человек (2006 г.).

## Географическое положение
На севере Эль-Мардж омывается водами Средиземного моря. Внутри страны граничит со следующими муниципалитетами: Эль-Джебал-Эль-Ахдар (восток), Бенгази (запад), Эль-Вахат (юг).
Эль-Мардж является частью исторической области Киренаики.